# Tender (televizijska serija)
Tender je bosanskohercegovačka humoristična serija autora Srđana Vuletića. 
Prikazuje se od 28. siječnja 2023. godine na Federalnoj televiziji (FTV) i na BH Telecomovoj platformi videa na zahtjev MY TV.
U Hrvatskoj serija je dostupna samo na RTL-ovoj platformi videa na zahtjev Voyo od 10. srpnja 2023.

## Radnja
Radnja se događa u državnoj agenciji za provođenje javne nabave. U središtu serije je tročlana komisija koja je sastavljena po dobro poznatom “nacionalni ključ“ modelu: Srbin, Hrvat i Bošnjak. Tri potpuno različita karaktera, potpuno različite političke vizije i potpuno različita pogleda na svijet, prinuđeni su raditi zajednički posao i dijeliti zajednički ured. Međutim, ono što ih spaja je jače od svih njihovih razlika – želja da se obogate. 

## Pregled serije
Serija se u Crnog Gori prikazala na Prvom programu RTCG-a, prije nego u BiH (uključujući i drugu sezonu), od 17. siječnja do 27. veljače 2023.
U BiH serija je premijerno prikazivana ranije na MyTV platformi, prva sezona od 22. siječnja, a druga 14. travnja 2023., tjedan dana kasnije su prikazivane na FTV-u.
U Hrvatskoj prve dvije sezone premijerno su prikazane na RTL-ovoj platformi videa na zahtjev Voyo od 10. srpnja 2023., dok na kanalu RTL Adria prikazalo se od 29. travnja do 22. svibnja 2024.
Četvrta sezona premijerno se prikazuje od 2. prosinca 2024. na platformi My TV, a od 17. prosinca na FTV-u.
| Sezona | Sezona | Epizode | Epizode | Originalno emitiranje | Originalno emitiranje |
| Sezona | Sezona | Epizode | Epizode | Premijera             | Finale                |
| ------ | ------ | ------- | ------- | --------------------- | --------------------- |
|        | 1.     | 12      | 12      | 28. siječnja 2023.    | 5. ožujka 2023.       |
|        | 2.     | 12      | 12      | 23. travnja 2023.     | 28. svibnja 2023.     |
|        | 3.     | 15      | 15      | 25. veljače 2024.     | 18. svibnja 2024.     |
|        | 4.     | n. p.   | n. p.   | 17. prosinca 2024.    | n. p.                 |

### Prva sezona (2023.)
| Broj epizode | Epizoda                    | Datum emitiranja                                                                            |
| ------------ | -------------------------- | ------------------------------------------------------------------------------------------- |
| 1 (1)        | Osnivanje komisije         | 17. siječnja 2023. 28. siječnja 2023. 10. srpnja 2023. (Voyo) 29. travnja 2024. (RTL Adria) |
| 2 (2)        | Pendrek                    | 18. siječnja 2023. 29. siječnja 2023. 10. srpnja 2023. (Voyo) 30. travnja 2024. (RTL Adria) |
| 3 (3)        | Štela                      | 19. siječnja 2023. 4. veljače 2023. 10. srpnja 2023. (Voyo) 1. svibnja 2024. (RTL Adria)    |
| 4 (4)        | Pritisak                   | 23. siječnja 2023. 5. veljače 2023. 10. srpnja 2023. (Voyo) 2. svibnja 2024. (RTL Adria)    |
| 5 (5)        | Poštenjačine               | 24. siječnja 2023. 11. veljače 2023. 10. srpnja 2023. (Voyo) 3. svibnja 2024. (RTL Adria)   |
| 6 (6)        | Promaja                    | 25. siječnja 2023. 12. veljače 2023. 10. srpnja 2023. (Voyo) 4. svibnja 2024. (RTL Adria)   |
| 7 (7)        | Istjerivanje đavola        | 26. siječnja 2023. 18. veljače 2023. 10. srpnja 2023. (Voyo) 5. svibnja 2024. (RTL Adria)   |
| 8 (8)        | Logistika                  | 30. siječnja 2023. 19. veljače 2023. 10. srpnja 2023. (Voyo) 6. svibnja 2024. (RTL Adria)   |
| 9 (9)        | Lažni profil               | 31. siječnja 2023. 25. veljače 2023. 10. srpnja 2023. (Voyo) 7. svibnja 2024. (RTL Adria)   |
| 10 (10)      | Sistematski pregled        | 1. veljače 2023. 26. veljače 2023. 10. srpnja 2023. (Voyo) 8. svibnja 2024. (RTL Adria)     |
| 11 (11)      | Sindikalne igre            | 2. veljače 2023. 4. ožujka 2023. 10. srpnja 2023. (Voyo) 9. svibnja 2024. (RTL Adria)       |
| 12 (12)      | Svečanost otvaranja zgrade | 6. veljače 2023. 5. ožujka 2023. 10. srpnja 2023. (Voyo) 10. svibnja 2024. (RTL Adria)      |

### Druga sezona (2023.)
| Broj epizode | Epizoda                   | Datum emitiranja                                                                          |
| ------------ | ------------------------- | ----------------------------------------------------------------------------------------- |
| 1 (13)       | Ljubomora                 | 7. veljače 2023. 23. travnja 2023. 10. srpnja 2023. (Voyo) 11. svibnja 2024. (RTL Adria)  |
| 2 (14)       | Svi su zaljubljeni u Amru | 8. veljače 2023. 23. travnja 2023. 10. srpnja 2023. (Voyo) 12. svibnja 2024. (RTL Adria)  |
| 3 (15)       | Poltronstvo               | 9. veljače 2023. 29. travnja 2023. 10. srpnja 2023. (Voyo) 13. svibnja 2024. (RTL Adria)  |
| 4 (16)       | Zubne proteze             | 13. veljače 2023. 30. travnja 2023. 10. srpnja 2023. (Voyo) 14. svibnja 2024. (RTL Adria) |
| 5 (17)       | Struja                    | 14. veljače 2023. 6. svibnja 2023. 10. srpnja 2023. (Voyo) 15. svibnja 2024. (RTL Adria)  |
| 6 (18)       | Medicinska marihuana      | 15. veljače 2023. 7. svibnja 2023. 10. srpnja 2023. (Voyo) 16. svibnja 2024. (RTL Adria)  |
| 7 (19)       | Nova godina               | 16. veljače 2023. 13. svibnja 2023. 10. srpnja 2023. (Voyo) 17. svibnja 2024. (RTL Adria) |
| 8 (20)       | Pravilnik mirisi          | 20. veljače 2023. 14. svibnja 2023. 10. srpnja 2023. (Voyo) 18. svibnja 2024. (RTL Adria) |
| 9 (21)       | Disciplinska komisija     | 21. veljače 2023. 20. svibnja 2023. 10. srpnja 2023. (Voyo) 19. svibnja 2024. (RTL Adria) |
| 10 (22)      | Autoput                   | 22. veljače 2023. 21. svibnja 2023. 10. srpnja 2023. (Voyo) 20. svibnja 2024. (RTL Adria) |
| 11 (23)      | Prijem novog zaposlenika  | 23. veljače 2023. 27. svibnja 2023. 10. srpnja 2023. (Voyo) 21. svibnja 2024. (RTL Adria) |
| 12 (24)      | Proslava                  | 27. veljače 2023. 28. svibnja 2023. 10. srpnja 2023. (Voyo) 22. svibnja 2024. (RTL Adria) |

### Treća sezona (2024.)
| Broj epizode | Epizoda                         | Datum emitiranja                   |
| ------------ | ------------------------------- | ---------------------------------- |
| 1 (25)       | Povratak                        | 25. veljače 2024. 15. ožujka 2024. |
| 2 (26)       | Humor                           | 3. ožujka 2024. 18. ožujka 2024.   |
| 3 (27)       | Špijunska oprema                | 10. ožujka 2024. 19. ožujka 2024.  |
| 4 (28)       | Dijeta                          | 17. ožujka 2024. 20. ožujka 2024.  |
| 5 (29)       | E-Službenik                     | 24. ožujka 2024. 21. ožujka 2024.  |
| 6 (30)       | Polo                            | 31. ožujka 2024. 22. ožujka 2024.  |
| 7 (31)       | Valentinovo                     | 14. travnja 2024. 25. ožujka 2024. |
| 8 (32)       | Drnder                          | 20. travnja 2024. 26. ožujka 2024. |
| 9 (33)       | Antropologija                   | 27. travnja 2024. 27. ožujka 2024. |
| 10 (34)      | Odlazak                         | 5. svibnja 2024. 28. ožujka 2024.  |
| 11 (35)      | Osmi mart                       | 12. svibnja 2024. 29. ožujka 2024. |
| 12 (36)      | Pozitivne misli                 | 18. svibnja 2024. 1. travnja 2024. |
| 13 (37)      | Jačanje turističkog potencijala | 11. prosinca 2024.                 |
| 14 (38)      | Kancelarijski materijal         | 12. prosinca 2024.                 |
| 15 (39)      | Monografija                     | 16. prosinca 2024.                 |

### Četvrta sezona (2024.)
| Broj epizode | Epizoda          | Datum emitiranja   |
| ------------ | ---------------- | ------------------ |
| 1 (40)       | Umjetničke slike | 2. prosinca 2024.  |
| 2 (41)       | Raskid           | 9. prosinca 2024.  |
| 3 (42)       | KDZ              | 16. prosinca 2024. |

## Glumačka postava

### Glavni likovi
- Robert Krajinović kao Vinko Mikulić, hrvatski član komisije
- Tarik Džinić kao Mehmedalija Meho Oruč, bosanski član komisije
- Branko Janković kao Jovan Lilić, srpski član komisije
- Aida Bukva kao Branka Pejić, šefica administracija
- Anđela Kusić kao Vesna Grizelj, tajnica
- Anja Kraljević kao Amra Dupalović, tumačica
- Igor Skvarica kao Ivor Bilabun, pravnik
- Dražen Pavlović kao Boris Bagić, IT-evac
- Edin Avdagić Koja kao Sakib, konobar
- Nadine Mićić kao Adela, novinarka

### Ostali likovi
- Vanessa Glođo kao Dragana
- Mario Drmać kao Zvonimir
- Semir Krivić kao Faik
- Domagoj Nižić kao kamerman
- Dario Pusić kao kamerman
- Sanela Pepeljak kao čistačia "Čista"
- Dino Sarija kao Zuca Original
- Rijad Gvozden kao Zuca
- Mirsad Tuka kao Hamdija Vrabac
- Aneta Grabovac kao Sabina
- Siniša Udovičić kao Diler
- Tatjana Šojić kao Una
- Vedran Đekić kao Keno
- Sergej Trifunović kao Dr. Bobić
- Saša Oručević kao Marin
- Elma Juković kao Lily
- Slaven Vidak kao Cifra
- Mirza Ćatibusić kao Hristo
- Mirela Lambić kao Jovina strina
- Matea Mavrak kao Adna
- Belma Salkunić kao Apotekarka
- Sabit Sejdinović kao Pajser
- Nedim Džinović kao Milkos
- Vedran Tuce kao Sajo
- Alisa Čajić kao Amina Lu
- Senad Milanović kao Demonstrant
- Adnan Omerović kao Pike
- Filip Radovanović kao Damir
- Jack Dimić kao John Mc Nićk
- Emina Muftić kao Novinarka
- Nerman Mahmutović kao Polićajac
- Amar Ćustović kao Krupni
- Nusmir Muharemović kao Mladić
- Mirza Dervišić kao Jamal Mudarof
- Edin Drijević kao Tonci
- Dina Musanović kao Suzana
- Margarita Mladinić kao Djevojka
- Davor Sabo kao Karlo
- Edin Alić kao Stranac
- Faruk Hajdarević kao Faris
- Saša Krmpotić kao Goran

## Vanjske poveznice
- Službena stranica na fist.ba
- Službena stranica na bhcontentlab.ba
- Tender u internetskoj bazi filmova IMDb-a